# Аффиксация
Аффикса́ция — способ образования слов с помощью аффиксов, то есть присоединение аффиксов к корню или основе слова.
Присоединение приставок к корням и основам слова называется префиксацией. Например, неметаллы, контрпредложение, сварить, нарисовать, оседлать.
Присоединение суффиксов к корням и основам называется суффиксацией или постфиксацией: газетчик, силач, жемчужина, варка, рыжеватый, успешнее, прыгнуть.

## Источник
- Розенталь Д. Э. «Словарь лингвистических терминов» Архивная копия от 4 января 2008 на Wayback Machine